# Quercus macdougallii
Quercus macdougallii är en bokväxtart som beskrevs av Maximino Martinez. Quercus macdougallii ingår i släktet ekar, och familjen bokväxter. IUCN kategoriserar arten globalt som sårbar. Inga underarter finns listade.